# ASD Isola Croata del Molise
Associazione sportiva dilettantistica Isola Croata del Molise (moliški hrvatski: Jizola Kroata do Moliza, hrv.: Hrvatski otok iz Molisea) je športsko društvo moliških Hrvata osnovano 2009. godine.
Sjedište mu je u Kruču, na adresi  Via Indipendenza. Društvo okuplja mlade nogometaše iz sva tri sela u Moliseu gdje žive Hrvati (Kruč, Mundimitar, Štifilić). Boja športskog društva je bijelo-crvena.
Već 2010. su sudjelovali na Hrvatskim svjetskim igrama. 18. i 19. lipnja 2011. su godine njihovi nogometaši sudjelovali u Zagrebu na Europskom nogometnom prvenstvu hrvatskih jezičnih manjina. Osvojila je nagradu za fair-play. Sastav je vodio Emanuel Donat.

## Vanjske poveznice
- Službene stranice[neaktivna poveznica] (na književnom hrvatskom, na narječju moliških Hrvata i na talijanskom)